# Barbara Corday
Barbara Corday (* 15. Oktober 1944 in Brooklyn, New York City, New York) ist eine US-amerikanische Drehbuchautorin und Filmproduzentin.

## Leben
Corday ist die Tochter des Komponisten Leo Corday, der Tony Martins größten Hit There's No Tomorrow verfasste. Nachdem sie zunächst verschiedene freiberufliche Tätigkeiten im Showgeschäft übernommen hatte, zog sie 1967 nach Los Angeles. 1972 tat sie sich mit der Autorin Barbara Avedon zusammen, mit der sie bis 1979 Drehbücher für Fernsehserien sowie Pilotfilme entwickelte. Bereits 1974 entstand das Konzept für Cagney and Lacey, das erst 1981 an die CBS verkauft werden konnte. Dem Pilotfilm war erfolgreich und die Serie lief schließlich bis 1988.
Zwischen 1979 und 1982 war Corday als Vizepräsidentin für den Comedybereich bei der ABC tätig, von 1984 bis 1987 leitete sie Columbia Pictures. Zwischen 1988 und 1990 war sie bei der CBS für das Hauptabendprogramm verantwortlich und von 1993 bis 1994 leitete sie die von Roger Corman gegründete Filmproduktionsgesellschaft New World Television.
Corday war zwei Mal verheiratet.

## Filmografie (Auswahl)

### Als Drehbuchautorin
- 1976: Wonder Woman
- 1981: Cagney & Lacey (Konzept)
- 1981: American Dream
- 1983: B.T. Brady, Privatdetektivin

### Als Produzentin
- 1985: Die Rückkehr der bezaubernden Jeannie
- 1992: Im Herzen der Rache
- 1993: Unter der Sonne Kaliforniens

## Auszeichnungen
- 1981: Emmy-Nominierung für American Dream